# Уикер-парк (Чикаго)
Уикер-парк (англ. Wicker Park) — общественный городской парк площадью 4,74 акра (1,92 га) в окрестности Уикер-Парк районов Вест-Таун и Вест-Сайд города Чикаго, округ Кук, штат Иллинойс, США. Парк расположен по адресу: 1425 Норт-Дамен-авеню (англ. N. Damen Avenue).

## Описание

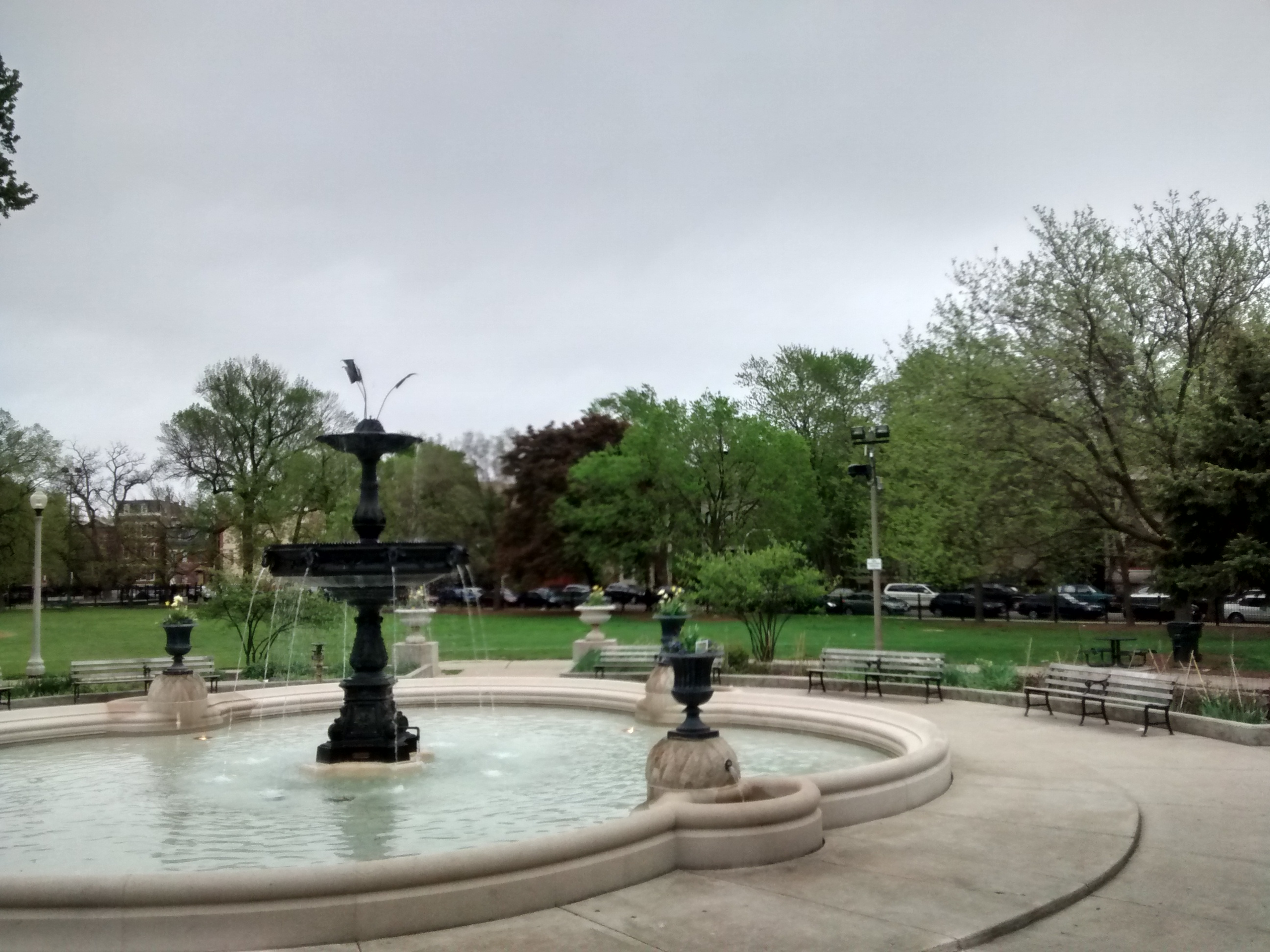
Фонтан в Уикер-парке

Рельеф парка ровный, высота над уровнем моря — 181 метра. Площадь парка 4,74 акра (1,92 га).
Уикер-парк назван в честь Чарльза Уикера (англ. Charles G. Wicker) и Джоэла Уикера (англ. Joel H. Wicker).
На территории Уикер-парка расположено здание филдхауса (полевого дома) с конференц-залами, также есть тренажёрный зал и гидромассажный бассейн. Рядом расположена большая детская площадка с интерактивной системой распыления воды, декоративные общественные сады, исторический фонтан, выделена зона для выгула собак, бейсбольное поле, баскетбольные площадки и спортивное поле для сокера или футбола.
Парк является хорошим местом для семейного отдыха. Местными жителями организован выгул домашних питомцев в специально отведённой для этого зоне парка.
Вдоль дороги с южной и западной сторон парка расположена парковка, от которой в парк идут узкие дорожки, покрывающие всю территорию парка. В парк для собак можно попасть по юго-восточной бетонной дорожке, дойдя до юго-восточного угла парка с огороженной территорией для выгула домашних питомцев любого размера. Выгул животных разрешён с поводком и без него на бетонной поверхности и на возвышенных участках с землёй и травой.
Часы посещения парка — с 6:00 до 23:00 все дни недели, филдхауса — с 10:00 до 18:30 в рабочие дни.

## История
В 1839 году братья Чарльз и Джоэл Уикеры поселились в Чикаго и открыли оптовый продуктовый бизнес. Чарльз стал владельцем двумя железнодорожными линиями, а также выполнял обязанности олдермана, инспектора округа Кук и законодателя штата Иллинойс.
В 1870 году бизнесмен Чарльз Уикер и застройщик Джоэл Уикер начали строительство дренажных канав и планировку улиц своего района. Они решили подарить городу земельный участок площадью 4,03 акра (1,63 га) для создания общественного парка. Отгородив участок от коров, под руководством города было создано в центре будущего парка искусственное озеро, окружённое лужайками и деревьями, а район стал фешенебельный среднего и высшего класса.
В 1885 году город передал Уикер-парк Комиссии Вест-Парка, которая спустя 5 лет осушила озеро и закопала, заменив его газоном.
В 1892—1895 годах в парке был установлен причудливый чугунный фонтан с бассейном из гранита, работающий до сих пор, его прекрасные украшения и цветочные урны сохранены в первозданном виде. В центре фонтана установлена чугунная чаша с орнаментом из листвы и небольшими мордами гаргулий по кругу, из которых струится вода.
В 1908 году датско-американский ландшафтный дизайнер Йенс Йенсен, суперинтендант[уточнить] системы Вест-Парка, убрал чугунный фонтан, заменив его просто струёй воды, и превратил фонтан в детский бассейн; также он построил беседки и посадил дополнительные деревья и кустарники.
В 1934 году Комиссия Вест-Парка была объединена с другими комиссиями в Управление парками Чикаго. Вскоре был построен небольшой полевой домик для обслуживания парка и обеспечения дополнительных программ города, а в 1985 году он был заменён красивым зданием филдхауса (полевого дома) в постмодернистском стиле.

## Мероприятия

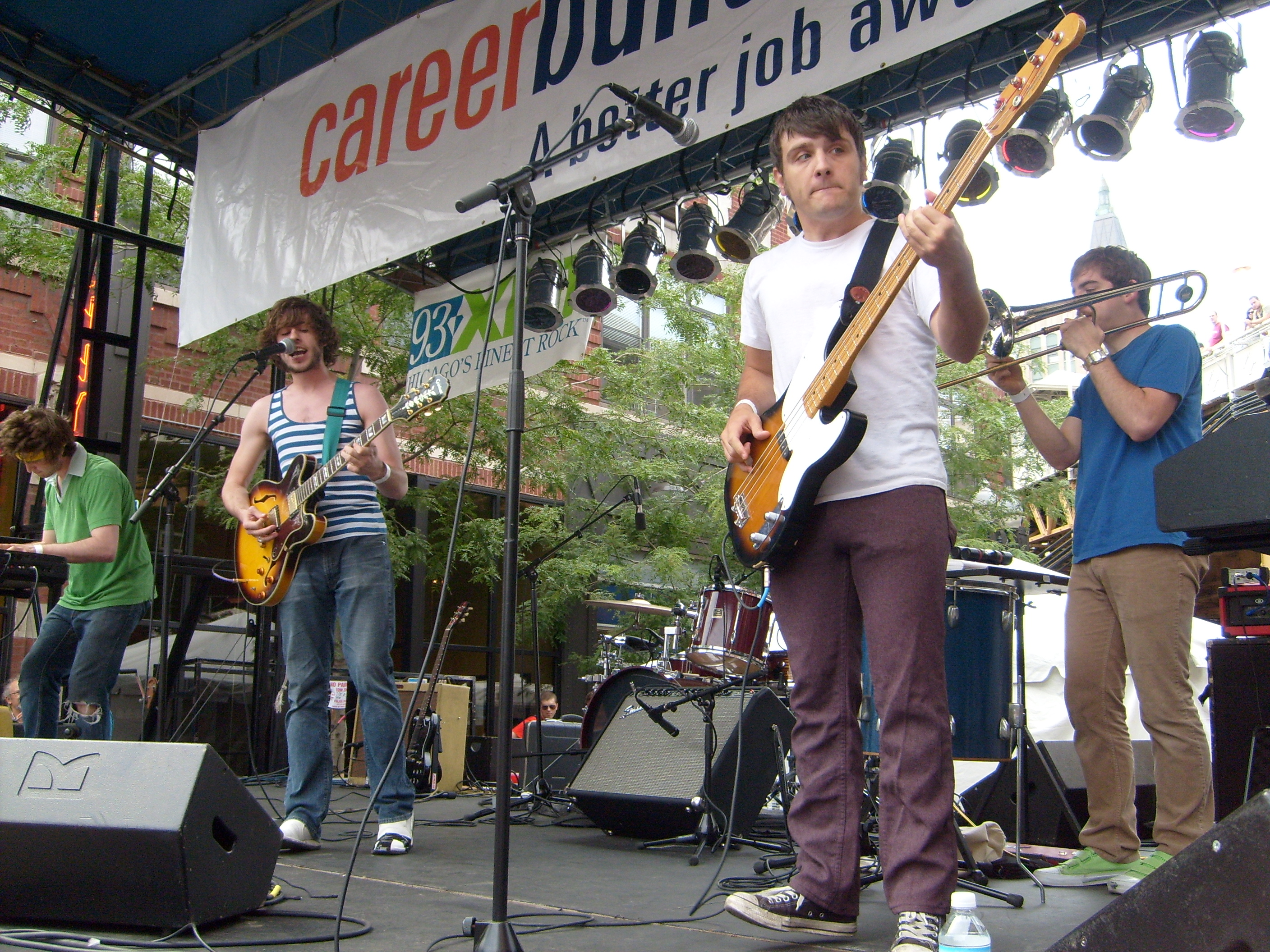
Концерт в Уикер-парке

В Уикер-парке проводятся сезонные спортивные программы и развлекательные внеклассные программы для детей в течение всего учебного года, летом открыт популярный шестинедельный дневной лагерь. Также проводятся весёлые специальные мероприятия для всей семьи, такие как: показы фильмов, музыкальные концерты во время сезона фермерского рынка, распродажи растений и другие.
Уикер-парк особенно известен своими декоративными садами, площадью 3050 м², которые спроектированы, профинансированы и поддерживаются волонтёрами, создавшими свой «садовый клуб» в тесном сотрудничестве с Управлением парками Чикаго в рамках программы «Общественные сады в парках». Разные участки сада парка посвящены людям, работавшим над созданием садов в парке.